# Pierre Yrondy
Pierre Yrondy (1897-1963) est un écrivain et dramaturge français, auteur de nombreux romans policiers et d'espionnage.

## Biographie
Fils du peintre et illustrateur Pierre Édouard Yrondy (1863-1938) et de Marie Adrienne Gabrielle Tisserand.
En 1927, il écrit une pièce de théâtre, Sept ans d'agonie (Le Martyre de Sacco et de Vanzetti). Le texte est écrit d'après les documents fournis par la Ligue des droits de l'homme sur l'affaire Sacco et Vanzetti.
En 1934, il commence une série intitulée Les Aventures de Thérèse Arnaud et publiée en soixante-quatre fascicules par les Éditions Baudinière. Thérèse Arnaud est membre du contre-espionnage français. Dans son texte de présentation, l'éditeur explique que .
En 1936, il crée le personnage de Marius Pégomas, un détective marseillais, héros de trente-six aventures. Selon le Dictionnaire des littératures policières, « le charme de cette série policière et comique vaut surtout pour son pittoresque et son vocabulaire marseillais ».
Il meurt à Saint-Bresson le 10 octobre 1963.

## Œuvre

### Romans

#### SérieLes Aventures de Thérèse Arnaud
Tous les fascicules sont publiés aux Éditions Baudinière de 1934 à 1936.
- Deux héros dans la nuit
- Un drame dans le métro
- La Vengeance de Karl Himmelfeld
- Le Secret de la villa
- La Lumière verte
- La Vipère jaune
- Du sang sur les roses
- Un immonde chantage
- Thérèse Arnaud contre Mata-Hari
- L'Homme aux cent masques
- Le Tango rouge
- Le Château mystérieux
- L'Orgue de Barbarie
- L'Assassinat de Thérèse Arnaud
- L'As de cœur
- Le Mort vivant
- Le Sous-Marin fantôme
- L'Hôte de minuit
- L'Homme au tatouage
- Une dangereuse voisine
- Le Danseur de la mort
- La Nuit du 16
- L'Évasion de Languille
- Une arrestation mouvementée
- Un ver dans le fusil
- L'Étreinte mortelle
- Un prince étrange
- L'Exécution de Friquet
- Mademoiselle Doktor se trompe
- Une dangereuse machination
- La Course à la mort
- L'Empoisonneuse
- La Machine infernale
- La Main percée
- La Femme au manchon
- Un héros de 15 ans
- La Maison de l'effroi
- Les Boules noires
- Le Somnambule
- Le Club des Vétérans
- Le Talisman du traître
- L'Homme aux trois doigts
- Le Suicide du banquier
- Le Masque violet
- Le Sourd muet
- L'Araignée de bronze
- Le Criminel par ambition
- L'Énigme de la tour
- La Rancune du Chinois
- Le Calvaire de Marcel
- Un attentat déjoué
- Un repaire dans un cimetière
- Le Flacon d'encre
- Le Triomphe de Malabar
- Le Bouton d'habit
- La Caisse vide
- Le Supplice de la vieille
- L'Avion sanglant
- Le Crime du mort
- Une nuit d'épouvante
- Le Guet-apens
- Le Plan no 13
- L'Enlèvement de Friquet
- Le Fauteuil truqué
- Le Lévrier blanc

#### SérieMarius Pégomas
Tous les fascicules sont publiés aux Éditions Baudinière à partir de 1936.

#### Autres romans
- Une femme pour deux, L'Esprit parisien, coll. « Collection de la garçonne » no 22 (1928)
- Épouvante, Éditions Baudinière (1933)
- De la cocaïne aux gaz !!!, Éditions Baudinière (1934)
- Les Naufragés du Tchad
- Le Biribi des gosses
- Du dancing à la prison
- L'Entôleuse

### Pièces de théâtre
- Sept ans d'agonie (Le Martyre de Sacco et de Vanzetti), Éditions Prima (1927) (préface de Victor Méric)
- Un crime, les fusillés de Vingré
- Le Sanglot

## Sources
: document utilisé comme source pour la rédaction de cet article.
- Claude Mesplède (dir.), Dictionnaire des littératures policières, vol. 2 : J - Z, Nantes, Joseph K, coll. « Temps noir », 2007, 1086 p. (ISBN 978-2-910-68645-1, OCLC 315873361), p. 1058-1059.